# IK Huge
Der IK Huge ist ein 1927 gegründeter schwedischer Sportklub aus Gävle, der vor allem für seine Eishockeyabteilung bekannt ist.

## Geschichte
Der Verein wurde am 20. November 1927 gegründet. Die Bandyabteilung nahm während 15 Spielzeiten an der höchsten schwedischen Spielklasse teil. In den Jahren 1939 und 1940 gewann die Mannschaft jeweils den nationalen Meistertitel.
Im Eishockey nahm der IK Huge von 1949 bis 1951 sowie in der Saison 1952/53 an der Division 1, der damals noch höchsten schwedischen Spielklasse, teil. Zudem trat die Mannschaft in den 1940er und 1950er Jahren mehrfach in der damals noch im Pokalmodus ausgetragenen schwedischen Meisterschaft an.
Die Fußballabteilung spielte mehrfach in der dritthöchsten Liga.